# The Man and the Hour
The Man and the Hour is de eerste aflevering van het eerste seizoen van de Britse sitcom Dad's Army. Het werd opgenomen op 15 april 1968 en voor het eerst uitgezonden op 31 juli 1968.

## Verhaal
Mainwaring, de manager van Swallow's Bank, besluit na een oproep van de regering in verband met de Tweede Wereldoorlog het vrijwillige Walmington-on-Sea Home Guard-peloton op te richten. Hij roept zichzelf uit tot kapitein(omdat verder niemand wil) en maakt zijn bediende Wilson sergeant. Bij gebrek aan wapens en uniforms is het peloton voorlopig gedwongen zich te behelpen met peper en armbanden.

## Rolbezetting

### Hoofdrollen
- Arthur Lowe als Captain Mainwaring
- John Le Mesurier als Sergeant Wilson
- Clive Dunn als Lance Corporal Jones
- John Laurie als Private Frazer
- James Beck als Private Walker
- Arnold Ridley als Private Godfrey
- Ian Lavender als Private Pike
- Janet Davies als Mrs Pike

### Gastrollen
- Caroline Dowdeswell als Janet King
- John Ringham als Bracewell
- Bill Pertwee als ARP Warden Hodges
- Neville Hughes als Soldier
- Jack Wright als Despatch Rider